# Perinereis quatrefagesi
Perinereis quatrefagesi är en ringmaskart som först beskrevs av Grube 1878.  Perinereis quatrefagesi ingår i släktet Perinereis och familjen Nereididae. Inga underarter finns listade i Catalogue of Life.